# NGC 4173
NGC 4173 ist eine Spiralgalaxie vom Hubble-Typ Scd im Sternbild Haar der Berenike am Nordsternhimmel. Sie ist schätzungsweise 50 Millionen Lichtjahre von der Milchstraße entfernt und hat einen Durchmesser von etwa 75.000 Lj.
Gemeinsam mit NGC 4169, NGC 4174 und NGC 4175 bildet sie die Hickson Compact Group 61 (The Box).
Das Objekt wurde am 11. April 1785 von dem deutsch-britischen Astronomen William Herschel entdeckt.